# Joaquim Manuel de Macedo
Joaquim Manuel de Macedo (24. června 1820 Itaboraí – 11. dubna 1882 Rio de Janeiro) byl brazilský spisovatel, autor románů, dramat, fejetonů.
V mládí studoval medicínu, v roce 1844 promoval, ale nakonec se věnoval geografii a historii na vysoké škole Petra II. Ve stejném roce vydal román A Moreninha. V roce 1849 založil časopis Guanabara spolu s Manuelem Araújo Porto-Alegrem a Gonçalvesem Diasem. V tomto časopise byly publikovány mnohé části jeho dlouhé básně A Nebulosa.
Byl propojen s brazilskou císařskou rodinou a dokonce se stal učitelem dětí princezny Isabely Brazilské. Byl také zemským náměstkem, generálním zástupcem a členem Brazilského historického a geografického institutu.
Byl ženatý s Marií Catarinou de Abreu Sodré. Během posledních let života trpěl duševními poruchami. To zhoršilo jeho zdraví a vedlo k jeho smrti dne 11. května 1882.

## Dílo
- A Moreninha (Černovláska) 1844, první dílo brazilské romantické tvorby
- O Moço Loiro (Mladá blondýnka) 1845
- Os Dois Amores (Dvě lásky) 1848
- Rosa 1849
- Vicentina 1853
- O Forasteiro (Outsider) 1855
- Os Romances da Semana (Romány týdne) 1861
- Rio do Quarto (Říční pokoj) 1869
- A Luneta Mágica 1869
- As Vítimas-Algozes (Oběti-Pachatelé) 1869
- As Mulheres de Mantilha (Mantilu žen) 1870-1871

Politická satira
- A Carteira do Meu Tio, 1855 (Portfolio Můj strýc)
- Memórias do Sobrinho do Meu Tio, 1867-1868 (Vzpomínky na mého strýce synovec)

Kroniky města Rio de Janeiro
- Memórias da Rua do Ouvidor (Vzpomínky na ulici veřejného ochránce práv)
- Um Passeio pela Cidade do Rio de Janeiro (Prohlídka města Rio de Janeiro)
- Labirinto (Bludiště)

Divadlo
dramata:
- O Cego, 1845 (Blind, Slepý)
- Cobé, 1849
- Lusbela, 1863

komedie:
- O Fantasma Branco, 1856 (Bílý fantóm)
- O Primo da Califórnia, 1858 (Bratranec Kalifornie)
- Luxo e Vaidade, 1860 (Luxus a marnost)
- A Torre em Concurso, 1863 (Věž konkurzu)
- Cincinato Quebra-Louças, 1873
- Cigarro e seu Sucesso, 1880(Cigarety a Váš úspěch)

Poezie
- A Nebulosa, 1857 (Mlhovina), básnická romance vydávaná v časopise Guanabara

Biografie
- Ano Biográfico Brasileiro, 1876 (ročník Brazilská biografie)
- Mulheres Célebres, 1878 (Slavné ženy)

Medicína
- Considerações sobre a Nostalgia (Důvody pro stesk- práce předneseny na vysoké škole lékařství)